# Hard-Fi
Hard-Fi – angielski zespół rockowy z Londynu, z dzielnicy Staines założony w 2002 roku. Twórczość Hard-Fi można porównać do muzyki takich angielskich zespołów jak Bloc Party, Franz Ferdinand czy The Dead 60s.

## Skład
- Richard Archer – wokal
- Ross Phillips – gitara elektryczna, wspomagający wokal
- Kai Stephens – gitara basowa
- Steve Kemp – perkusja

## Dyskografia

### Albumy
- Stars of CCTV (#1 UK) (2005)
- Once Upon a Time in the West (#1 UK) (2007)
- Killer Sounds (2011)

### Single
- Cash Machine (2005)
- Tied Up Too Tight/Middle Eastern Holiday (#15 UK) (2005)
- Hard To Beat (#9 UK) (2005)
- Living For the Weekend (#15 UK) (2005)
- Cash Machine [Re-Release] (#14 UK) (2005)
- Better do Better (#14 UK) (2006)
- Suburban Knights (#7 UK) (2007)
- Can't Get Along (Without You) (2007)